# Rochedos Avren
Os Rochedos Avren (em búlgaro:  скали Аврен, ‘Skali Avren’ ska-'li a-'vren) são três rochedos adjacentes situados no interior da Enseada Micalvi na extremidade sul da Ilha Robert, Ilhas Shetland do Sul.  O grupo se estende a 260 m (280 yd) na direção norte-sul e tem 150 m (160 yd) de largura.  (Mapeamento inicial búlgaro feito em 2008).  Recebeu o nome de dois assentamentos de Avren situados na Bulgária do nordeste e do sudeste respectivamente.

## Mapas
- L.L. Ivanov et al., Antarctica: Livingston Island and Greenwich Island, South Shetland Islands (from English Strait to Morton Strait, with illustrations and ice-cover distribution), Scale 1: 100000 map, Antarctic Place-names Commission of Bulgaria, Ministry of Foreign Affairs, Sofia, 2005
- L.L. Ivanov. Antarctica: Livingston Island and Greenwich, Robert, Snow and Smith Islands. Scale 1:120000 topographic map.  Troyan: Manfred Wörner Foundation, 2009.  ISBN 978-954-92032-6-4